# ألفارو ريفيرو
ألفارو ريفيرو (بالإسبانية: Álvaro Rivero Sánchez)‏ هو لاعب كرة قدم إسباني في مركز الهجوم، ولد في 17 أبريل 1997 في مدريد في إسبانيا. لعب مع رايو فايكانو ب.